# Karakuri Odette
Karakuri Odette (カラクリオデット), « Odette l'automate », est un shōjo manga scénarisé et dessiné par Julietta Suzuki. L'œuvre a été prépubliée dans Hana to yume et publiée en 6 tankōbon par Hakusensha. Il est publié par Tokyopop en Amérique du Nord.
Le manga a remporté un prix lors du 31e Hakusensha Athena shinjin taishou (prix Hakusensha Athena de l'auteur débutant)

## Synopsis
Odette est un robot créé par le professeur Hiroaki Yoshizawa. L'histoire décrit sa tentative d'intégration dans un lycée japonais et son adaptation aux humains.